# 詹伯慧
詹伯慧（1931年—），廣東饒平人。詹安泰之子，中国语言学家。

## 履歷
1953年畢業於中山大學語言學系，師從王力、袁家驊。1953年到武漢大學任教。1983年調入暨南大學，1985年任暨南大學復辦後首任文學院院長。1988年被选为第七届全国人民代表大会代表。
1990年設立中文系博士點，招收現代漢語博士研究生。1993和1998年连续两届出任第八届、第九届全国政协委员。后任暨南大学中文系从事教学研究，担任博士生之主任导师、汉语方言研究中心主任，兼任香港大学语言学系名誉教授。学术团体方面，担任广东省中国语言学会会长，全国汉语方言学会理事等。他还是广东省语言文字工作委员会委员，担任过第一、第二届广东省学位委员会委员。1991年至2000年曾兼任广东省文史研究馆副馆长。

## 主要作品

### 教材
- 《汉语方言及方言调查》[4]

### 著作
- 《汉语方言概要》（袁家骅主编）[4]
- 《汉语大字典》（主持收字审音工作之编委）[4]
- 《中国大百科全书·语言文字卷》（方言分科副主编）[4]
- 《广东粤方言概要》[4]
- 《汉语方言概要》[4]
- 《广州话正音字典》[4]

### 个人论文集
- 《汉语方言文集》1982
- 《语言与方言论集》1993
- 《方言 共同语 语文教学》1995
- 《漫步语坛的第三个脚印——汉语方言与语言应用论集》（2003）